# Minamoto no Toshiyori
Minamoto no Toshiyori (源俊頼? o in lettura rispettosa Minamoto no Shunrai; Kyūshū, 1055 – 29 gennaio 1129) è stato un poeta giapponese waka del tardo periodo Heian.
Figlio del Dainagon Minamoto no Tsunenobu, appartiene al ramo familiare Uda Genji (un ramo della famiglia imperiale giapponese).

## Biografia
Terzo figlio di Minamoto no Tsunenobu (1016–1097), Toshiyori trascorse i primi quarant'anni della sua vita nella sua città natale nel Kyūshū, dove suo padre era governatore. Nel 1097, dopo la morte di suo padre, tornò a Kyoto entrando alla corte dell'imperatore Horikawa e nel 1111 gli fu conferito il grado di Jushiinoge (従四位下 (Quarto rango junior, grado inferiore?) e Mokuryō. Inizialmente era un assistente dell'imperatore Horikawa, ma subito dopo divenne uno dei membri più importanti nei circoli poetici dell'imperatore. Era considerato eccentrico e non ottenne mai una carica o un titolo superiore. Ha preso parte a molti uta-awase (concorsi di poesia) sia come compositore che come giudice, e ha anche progettato e promosso l'Horikawa Hyakushu.
Toshiyori era favorito dall'imperatore Go-Sanjō e, in misura minore, dall'imperatore Shirakawa in gran parte per motivi politici. A quel tempo, la famiglia Fujiwara dominava il paese e un suo ramo, la famiglia Rokujō, dominava allo stesso modo i circoli poetici di corte. Favorendo i loro rivali, gli imperatori avevano così la possibilità di intervenire nel gioco politico. Ma Toshiyori non fu comunque selezionato per compilare il Goshūi Wakashū. La sua accesa reazione polemica intitolata Nan Goshūi (Errori nel Goshūishū) convinse in qualche modo l'imperatore Shirakawa a sceglierlo nel 1124 per compilare la successiva antologia imperiale, il Kin'yō Wakashū. Durante questo periodo sia lui che Fujiwara no Mototoshi erano considerati importanti nella poesia waka. Lo stile poetico di Toshiyori è considerato liberale e innovativo, il che a volte lo ha portato in conflitto con altri poeti, ad esempio Fujiwara no Akinaka (1100-1125) scrisse un'opera in dieci parti, ora perduta, il Ryōgyokushū (Raccolta di vere gemme) il cui oggetto non era altro che deridere e criticare il Kin'yō Wakashu.
Nel 1113, Toshiyori scrisse il trattato poetico noto come Toshiyori zuinō (俊頼髄脳). Il termine "Zuinō" compare anche nel titolo del trattato poetico Shinsen zuinō di Fujiwara no Kintō. Questa parola può essere letteralmente tradotta come "midollo cerebrale" (mielencefalo), questo termine era usato per riferirsi a libri che contenevano saggi sulla poesia e che mirano a definire il principio, la "mente" della poesia.
Quando era vecchio, fu insegnante e mentore del poeta Fujiwara no Shunzei, che gli mostrò sempre il massimo rispetto. Anche suo figlio Shun'e è conosciuto come poeta.
In seguito, circa duecento sue poesie furono selezionate per i vari Chokusen wakashū (antologie di poesia giapponese compilate su commissione dell'imperiale), una delle sue poesie è stata inclusa nell'antologia Ogura Hyakunin Isshu:
(Hyakunin Isshu n.74)